# Albaldah
Albaldah  eller Pi Sagittarii (π  Sagittarii, förkortat Pi Sgr, π  Sgr) som är stjärnans Bayerbeteckning, är en trippelstjärna belägen i den mellersta delen av stjärnbilden Skytten. Den har en skenbar magnitud på 2,89 och är klart synlig för blotta ögat. Baserat på parallaxmätning inom Hipparcosuppdraget på ca 6,4 mas, beräknas den befinna sig på ett avstånd av ca 510 ljusår (ca 160 parsek) från solen. Eftersom den befinner sig nära ekliptikan, kan Albaldah ockulteras av månen och, mycket sällan, av planeter. Nästa beräknade ockultation av en planet inträffar den 17 februari 2035, när den ockulteras av Venus.

## Nomenklatur
Pi Sagittarii har det traditionella namnet Albaldah som kommer från det arabiska بلدة bálda "staden". I stjärnkatalogen i Al Achsasi al Mouakket-kalendern benämnes den Nir al Beldat, som översattes till latin som Lucida Oppidi, vilket betyder "det ljusaste av staden".
Albaldah kan, tillsammans med ζ Sgr och σ Sgr, ha varit Akkadian Gu-shi-rab-ba, Havets spann.

## Egenskaper
Aldalbah är en gul till vit jättestjärna av spektralklass F2 II, som anger att den är en ljusstark jättestjärna som har förbrukat vätet i dess kärnan och utvecklats bort från huvudserien av stjärnor som solen. Den har en massa som är ca 5,9 gånger större än solens massa och har en effektiv temperatur på ca 6 590 K.
Albaldah har två följeslagare varav den ena är separerad med 0,1 bågsekunder från Albaldah, eller minst 13 Astronomiska enheter (AE), och  den andra med 0,4 bågsekunder, vilket är 40 AE eller mer. Inget är känt om banorna för dessa stjärnor.